# Pierre Fitte (Congy)
Pour les articles homonymes, voir Pierre-Fitte.
La Pierre Fitte est un menhir situé à Congy, dans le département de la Marne en région Champagne-Ardenne.

## Historique
Le menhir est classé au titre des monuments historiques par la liste de 1889,.

## Localisation
Le menhir est situé au nord des marais de Saint-Gond, région naturelle du sud-ouest marnais concentrant divers sites préhistoriques.

## Description
Le menhir est constitué d'un bloc de grès sub-parallélépipédique mesurant environ 3 m de hauteur sur 1,80 m de largeur. Jusqu'au début du XXe siècle, il existait un second menhir de même dimension à proximité accompagné d'un autre menhir, mais étant donné qu'il était couché et qu'il n'était pas classé aux monuments historiques, il fut détruit par le propriétaire des lieux. Selon Émile Schmit, les deux menhirs pourraient être les « menhirs indicateurs » de trois grottes situées à environ 200 m à flanc de coteau utilisées pour des dépôts funéraires au Néolithique.